# Fontaine Saint-Cornély
Pour les articles homonymes, voir Cornély.
La fontaine Saint-Cornély est une fontaine de Carnac, dans le Morbihan, en France.

## Localisation
La fontaine est sise rue de la Fontaine, sur une placette faisant face aux nos 13 et 15 de cette rue. Elle est située à environ 270 m à vol d'oiseau à l'ouest de l'église Saint-Cornély.

## Historique
La fontaine est construite en 1661.
La fontaine Saint-Cornély est inscrite au titre des monuments historiques par arrêté du 29 mars 1935.

## Architecture
L'édifice se présente comme un édicule carré, ouvert sur ses quatre côtés par une arcade dorique. Son toit est surmonté d'une flèche faisant penser à un obélisque. À l'intérieur, une niche abrite la statue de saint Cornély.
Elle prend place au centre d'un espace carré, d'environ 11 m de côté, situé en sous-élévation de la place. L'accès se fait par quatre escaliers aménagés au milieu de chacun des côtés.

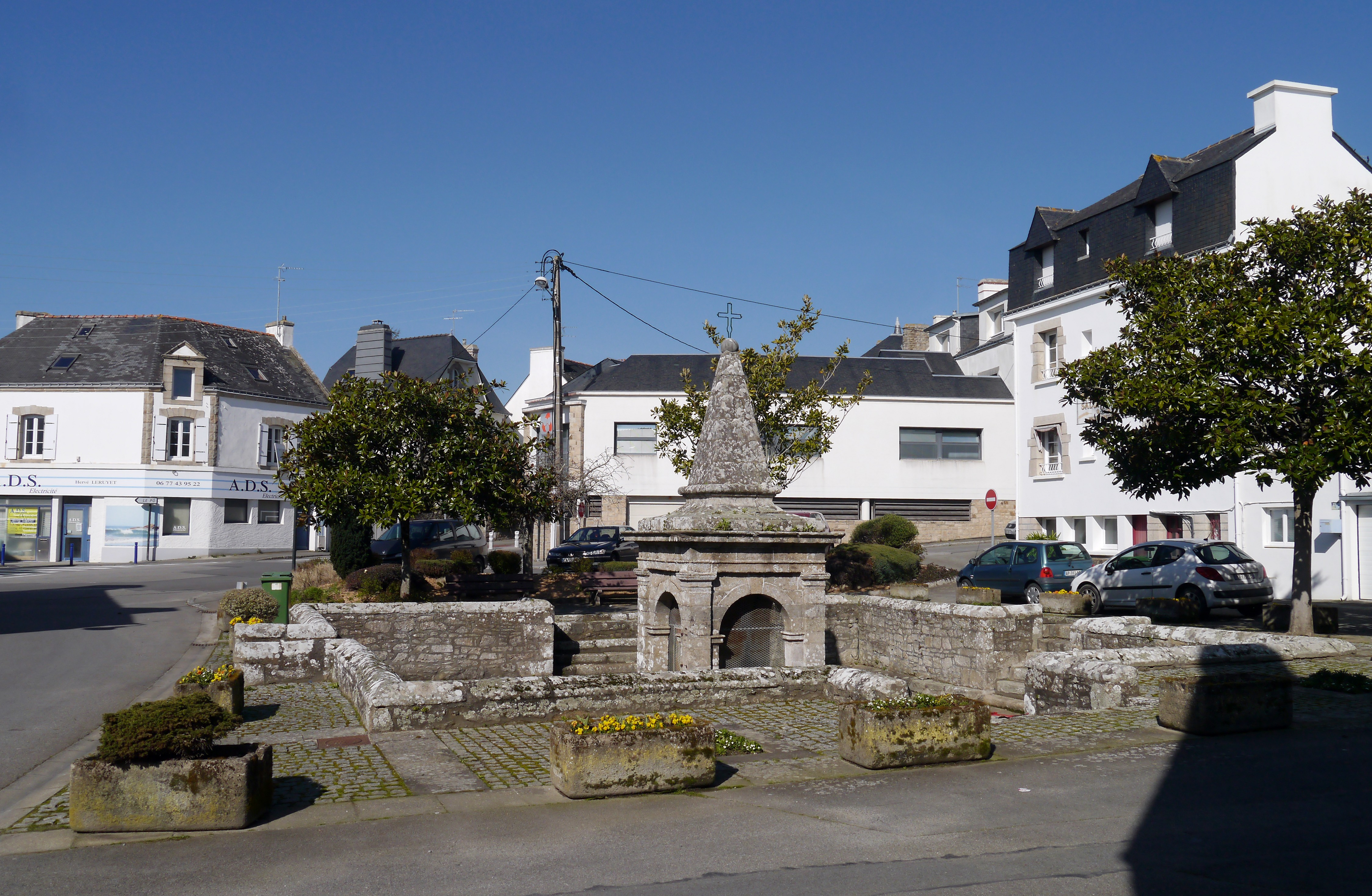
La fontaine dans son espace.
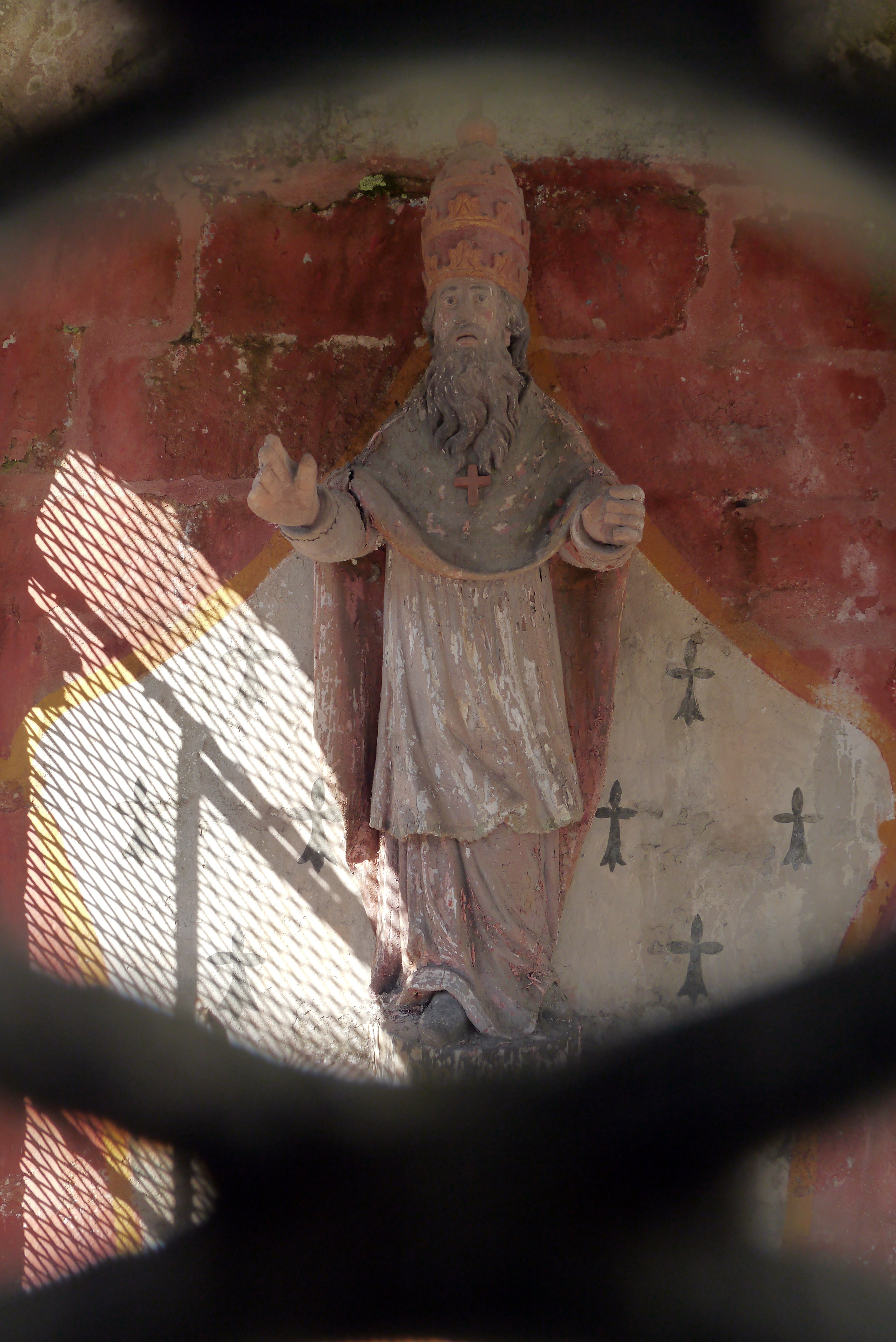
Statue de saint Cornély dans une niche.

## Pratiques religieuses

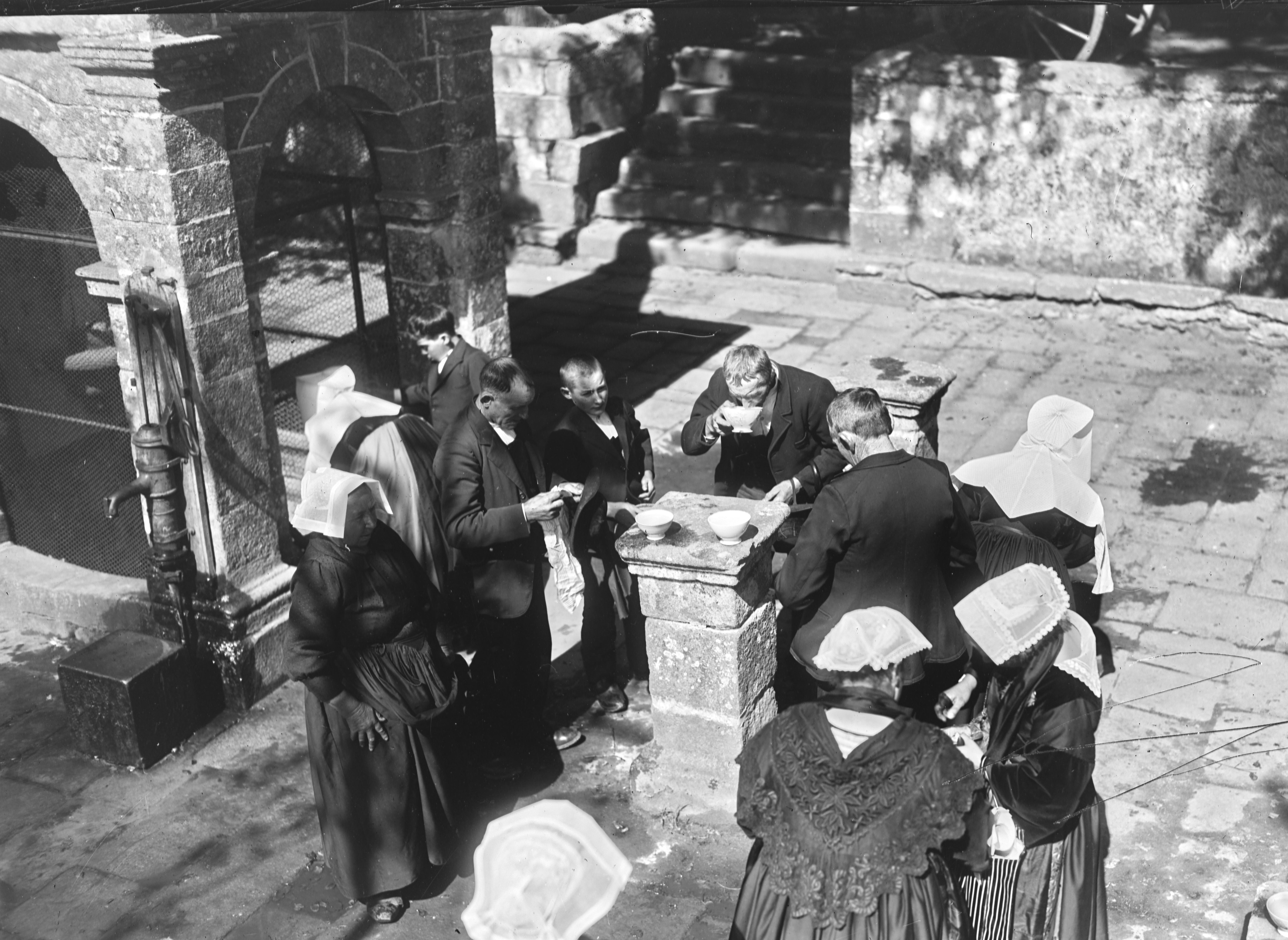
Le pardon de saint Cornély en 1924.

Le deuxième dimanche de septembre, au pardon de saint Cornély, les paysans arrosaient leur bétail de l'eau de la fontaine pour en assurer la prospérité. De manière plus régulière, les bêtes y étaient également menées, après la messe, afin d'y être bénies - ce qui en augmentait la valeur - avant d'être vendues au Ménec.